# Jean Rustin
Pour les articles homonymes, voir Rustin.
Jean Rustin, né le 3 mars 1928 à Montigny-lès-Metz (Moselle) et mort à Paris le 24 décembre 2013, est un peintre français.

## Biographie
Jean Rustin est le cadet d’une famille de cinq enfants. En 1939, au début de la Seconde Guerre mondiale, sa famille se réfugie dans le Berry puis à Poitiers où le il commence ses études secondaires. C’est à cette époque qu’il apprend le violon et s'intéresse au dessin. Il pratiquera le violon durant toute sa vie et combinera aisément les deux arts, musique et peinture, reconnaissant que « l’on peut jouer avec les couleurs comme avec les notes. »
En 1944, il regagne Metz, passe son baccalauréat et peint ses premières toiles. En 1947, il quitte Metz pour Paris. Il s’inscrit aux beaux-arts de Paris et fréquente l’atelier de Nicolas Untersteller. Il réside alors à Clichy.
Ses débuts en tant que peintre le place dans le style figuratif. L’aquarelle s’impose alors comme moyen d’expression poétique. Il subsiste quelques-unes de ses aquarelles figuratives représentant des paysages parisiens peints avec une réelle sensibilité.
À partir de 1947, Jean Rustin est rattrapé par la peinture non figurative qui exerce sur lui un certain attrait et telle qu’elle se concevait alors à Paris. Il intègre ce mouvement que l’on qualifiera plus tard d’« abstraction lyrique » et reconnaît une dette à l'égard de l'action painting.
De 1959 à 1969, il expose chaque année à la galerie parisienne La Roue. Au terme de cette période, il abandonne petit à petit l’huile pour l’acrylique. En 1971, L’ARC du musée d’art moderne de la Ville de Paris organise une rétrospective de 150 de ses tableaux et aquarelles.
Jean Rustin trouve alors sa peinture « trop jolie » et « décorative ». Cette exposition marque profondément sa carrière. À partir de 1971-1972, il mène seul, dans son atelier de Bagnolet un travail de recherche approfondi. Il revient à la figuration dans des décors incertains. La figure humaine s’impose petit à petit comme seul sujet.
Sylvia Bourdon organise à Paris en 1980 dans sa galerie la première exposition consacrée à cette nouvelle période de Rustin, qui recueille des articles laudatifs dans la presse, où l'univers quasi psychiatrique du peintre est mis en exergue. En 1981, sa participation au Salon de la Jeune Peinture est située aux côtés de Jean Kiras, Édouard Trémeau, France Mitrofanoff, Mario Castro-Hansen et Concha Benedito au sein du collectif « Naître-Devenir » qui s'efforce, restituent Francis Parent et Raymond Perrot, de « définir des directions de lutte à partir du corps humain ».
De 1981 à 1986, Rustin expose dans la galerie d'Isy Brachot, qui était située rue Guénégaud à Paris, et qui publia une série de catalogues.
En 1982, Évelyne Artaud organise une exposition de ses œuvres à la Maison des arts de Créteil. L’exposition fait en partie scandale, une partie du public exprime son mécontentement dans le livre d'or, aux motifs, entre autres, qu'elle pouvait heurter le jeune public qui fréquentait ce lieu dans le cadre d'ateliers destinés à la jeunesse. L'entrée de l'exposition est alors réservée aux seuls adultes mais est surtout accompagnée d'un panonceau d'avertissement, ce qui provoque une polémique.
Jean Rustin continue obstinément à peindre sur le même sujet et ne remet aucunement en cause son travail. Il est quelque peu délaissé par la critique française.
En 1992, la fondation Rustin est créée à Anvers, et le grand critique britannique Edward Lucie-Smith lui consacre une importante monographie : son travail est rapproché de celui de Lucian Freud.
En 2001, la Halle Saint Pierre organise la troisième rétrospective de son travail en France, suivie en 2004 d’une exposition particulière de travaux récents à l’hôtel de ville de Paris. Jean Rustin retrouve un public français. En 2005, le musée Frissiras d’Athènes lui rend un hommage rétrospectif. En 2007, la ville de Legnano (près de Milan) lui dédie une grande exposition rétrospective.
Jean Rustin, « dont l’œuvre puissante avait évolué de l'abstraction lyrique à une figuration sombre » et à la « trajectoire, à rebours des certitudes du modernisme », meurt à Paris dans la nuit du 23 au 24 décembre 2013.

### Vie privée
En 1949, Jean Rustin épouse Elsa, qui suit alors des études de médecine. De cette union naissent deux enfants : François, en 1950, et Pierre, en 1953.

## Œuvre
L'œuvre de Jean Rustin se caractérise par le contraste entre deux périodes.
La première témoigne d'une abstraction joyeuse et très colorée. Mais une importante rétrospective d’une centaine de ses toiles au musée d'Art moderne de la ville de Paris, en 1971, marque l’artiste. Il est en effet bouleversé par la vision de l’ensemble de ses œuvres qu’il jugera dès lors « trop belles » et il déclarera : « J'en avais assez de faire un chef-d'œuvre par jour ! »
Il rompt dès lors avec cette abstraction au profit d'une figuration révélant un univers sombre, proche de la folie. L'une de ses dernières expositions s'intitule « Bleu Psychiatrique Érotique » (Legnano, 2007).

## Expositions personnelles
- 1971 : ARC, musée d'Art moderne de la ville de Paris.
- 1980 : galerie Sylvia Bourdon, 16, rue des Grands-Augustins, Paris.
- 1982 : Maison des arts André Malraux, Créteil, Paris.
- 1985 : musée d'Art contemporain, château de Nointel, Beauvais.
- 1992-1997 : Fondation Rustin, Anvers, Belgique.
- 1994 : rétrospective, Städtische Galerie et Ludwig Institut Schloss Oberhausen, Allemagne ; « Dessins, travaux récents », MAC, São Paulo, Brésil ; Markiezenhof, Bergen op Zoom, Pays-Bas.
- 1995 : Scola dei Tiraoro e Battioro, Venise, Italie.
- 1996 : Museu de Arte Contemporanea da Universidade de São Paulo ; Museu de Arte Contemporaneo de la Universidade de Chile, Santiago.
- 1997 : ancien musée-bibliothèque de Grenoble.
- 2001 : musée de la chapelle du RHAM, Luxembourg ; Halle Saint-Pierre, musée d'Art brut et d'Art singulier, Paris.
- 2002 : Fondation Rustin, MAC, Anvers, Belgique ; « Jean Rustin et ses pensionnaires », galerie Polad-Hardouin, Paris[10].
- 2003 : Centre culturel Jacques Brel, Thionville.
- 2004 : musée Frisia, Spanbroek, Pays-Bas ; hôtel de ville de Paris, dans le cadre de l’exposition sur la Commune de Paris ; médiathèque, Ville de Bagnolet ; rétrospective (100 tableaux, 1960-2004), musée Frissiras, Athènes.
- 2005 : Halle Saint-Pierre ; « Nuit Jean Rustin », hôtel de ville de Bobigny ; Centre artistique, La Ferme-Asile, Sion, Suisse ; Centre culturel de Sainte Savines ; « Peintures », galerie Polad-Hardouin, Paris.
- 2006 : Museum Sonderjylland Kunstmuseum i Tonder, Danemark ; Espace d’art contemporain, galerie Lillebonne, Nancy.
- 2007 : Castello Visconteo[11], Legnano (Italie).
- 2008-2009 : « Une vie de peinture », galerie Polad-Hardouin, Paris.
- 2013 : « Jean Rustin, une lecture "palliative" », exposition à l'espace culturel Jean Ferrat de Longlaville.
- 2014 : « Jean Rustin. Dessins », à l'occasion de la présentation du livre de Jacques Fabrizi Un singulier voyage, librairie-galerie d'un Livre l'autre, Paris.
- 2023:  « Jean Rustin», exposition à Nancy à la galerie Lillebonne on y retrouvait ses dernières œuvres et certains de ses croquis

## Récompenses
- Grand prix de la fondation Taylor en 2006.

## Fondation Rustin
Au début des années 1990, Marnix Neerman, galeriste à Bruges, lance les bases de ce qui deviendra la fondation Rustin en Belgique, notamment en systématisant l'achat des œuvres sortant de l'atelier du peintre. En 1992, la fondation est créée à Anvers. L’œuvre de Jean Rustin s’expose et remporte un vif succès dans le nord de l’Europe.
À partir de 2001, Maurice Verbaet et Corinne van Hövell poursuivent la gestion de l'œuvre de Jean Rustin.
Le 8 février 2007, Jean Rustin assiste à l’inauguration de la fondation parisienne qui porte son nom, couronnant 60 années d’une carrière cohérente. Au terme de cinq années d'existence, la fondation ferme ses portes le 25 février 2012.

## Filmographie
- 2006 : Isabelle Rèbre, La Peinture de Jean Rustin, 61 min, production Senso Films[18]. Avec Jean Rustin, Henri Cueco, Pascal Quignard, Evelyne Artaud, Cérès Franco, Marc Le Bot et Jean-Marie Tassel.
- 2009 : Philippe Monsel, Conversations[19], 18 min, ECA Production.